# Adelencyrtus odonaspidis
Adelencyrtus odonaspidis är en stekelart som beskrevs av David Timmins Fullaway 1913. 
Adelencyrtus odonaspidis ingår i släktet Adelencyrtus och familjen sköldlussteklar. Artens utbredningsområde är Bermuda och Kuba. Inga underarter finns listade i Catalogue of Life.